# 아이즈 철도
아이즈 철도 주식회사(일본어: 会津鉄道 株式会社)는 일본 후쿠시마현의 철도 기업이다.
동일본 여객철도(JR 동일본) 아이즈 선을 계승하기 위하여 제3 섹터 방식으로 1986년에 설립되었다.
도부 철도와 직결할 때가 있다.

## 역사
- 1986년 11월 10일: 설립.
- 1987년 7월 16일: JR 동일본 아이즈 선을 계승, 영업 개시.
- 1990년 10월 12일: 아이즈타지마 ~ 아이즈 고원 구간을 전철화.

## 보유 노선
- 아이즈 선: 니시와카마쓰 ~ 아이즈 고원 오제구치, 57.4 km

## 보유 차량
- AT-100형 동차(AT-103)
- AT-350형 동차(AT-351)
- AT-400형 동차(AT-401)
- AT-500형 동차(AT-501, AT-502)
- AT-550형 동차(AT-551, AT-552)
- AT-600형 동차(AT-601)
- AT-650형 동차(AT-651, AT-652)
- AT-700형 동차(AT-701)
- AT-750형 동차(AT-751, AT-752)[1]
- 6050계 전동차

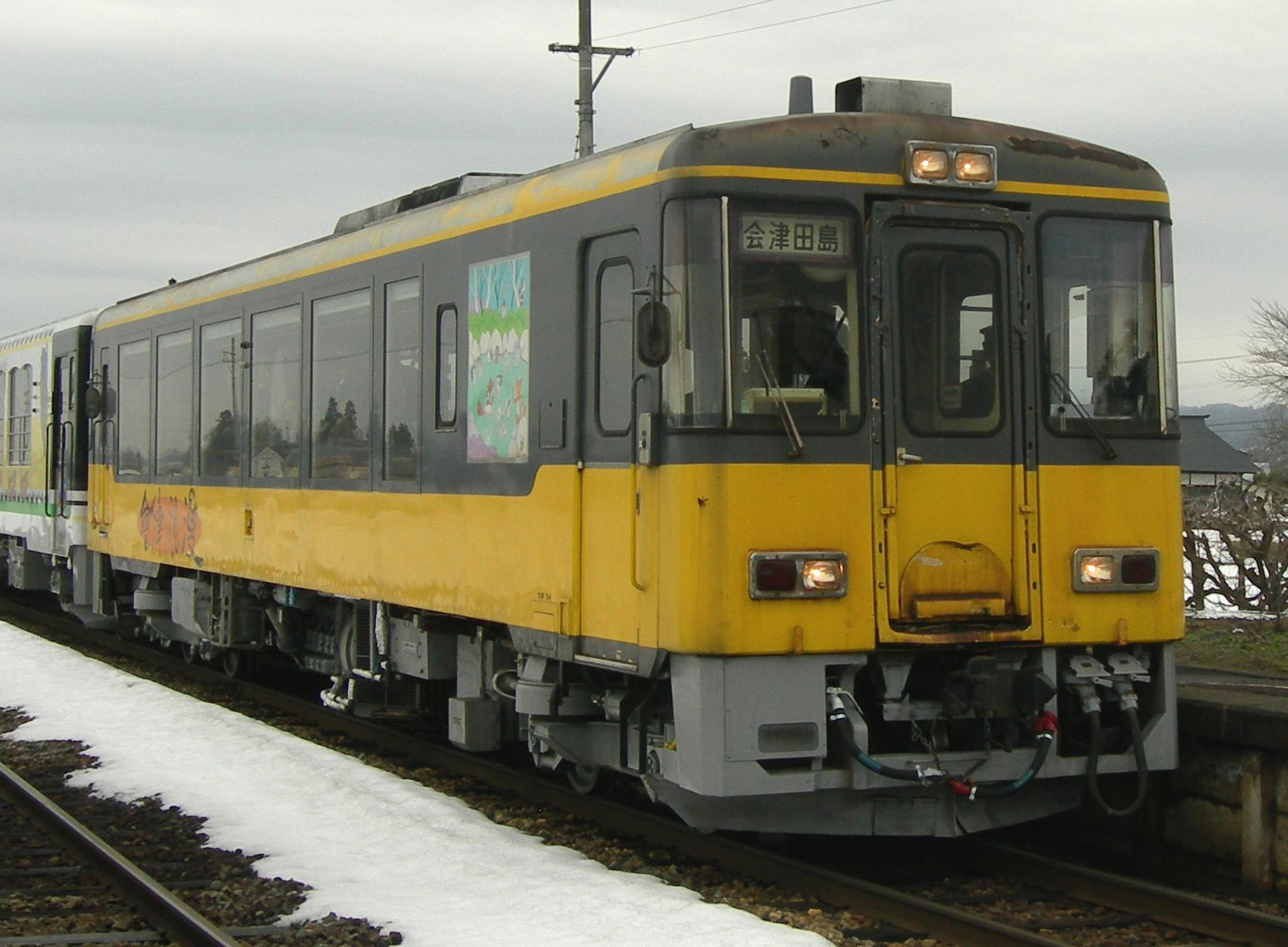
AT-103
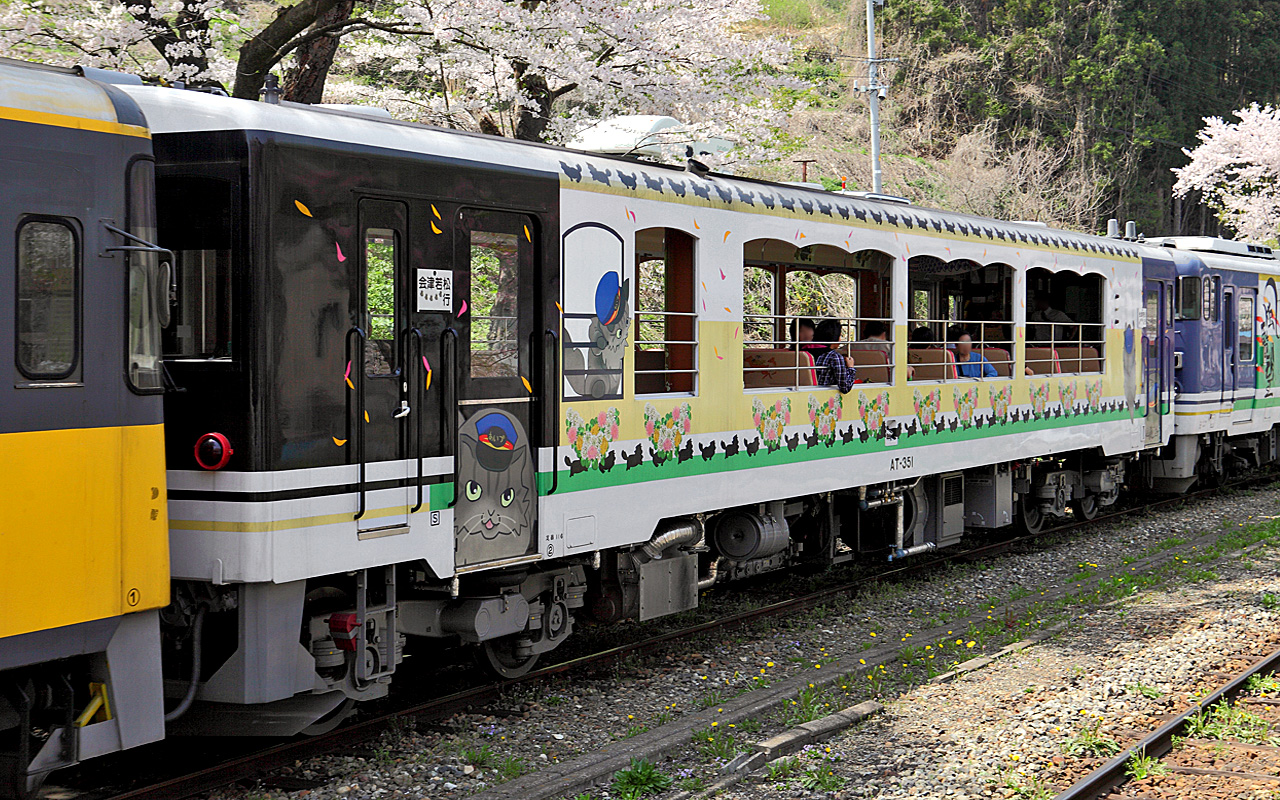
AT-351
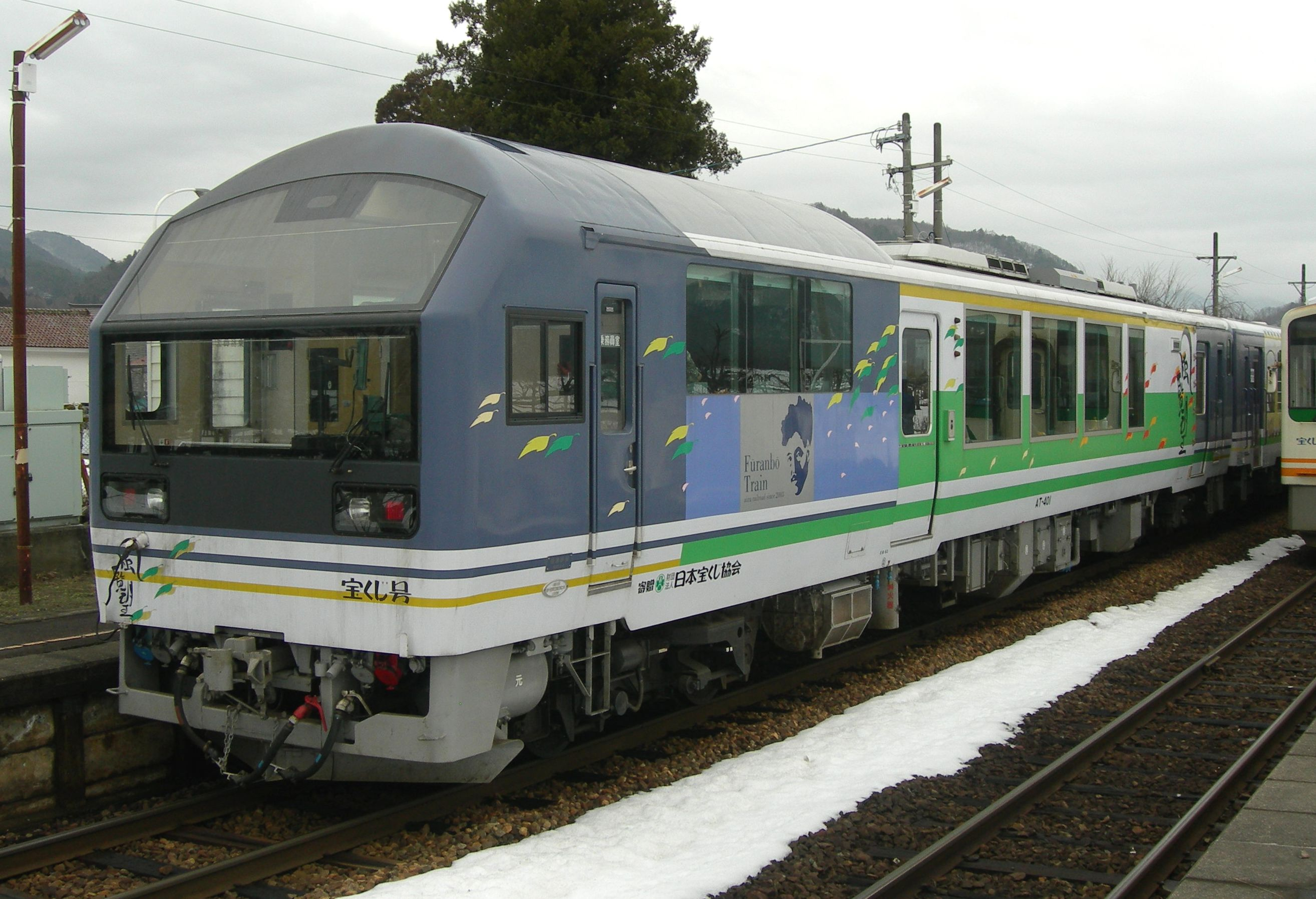
AT-401
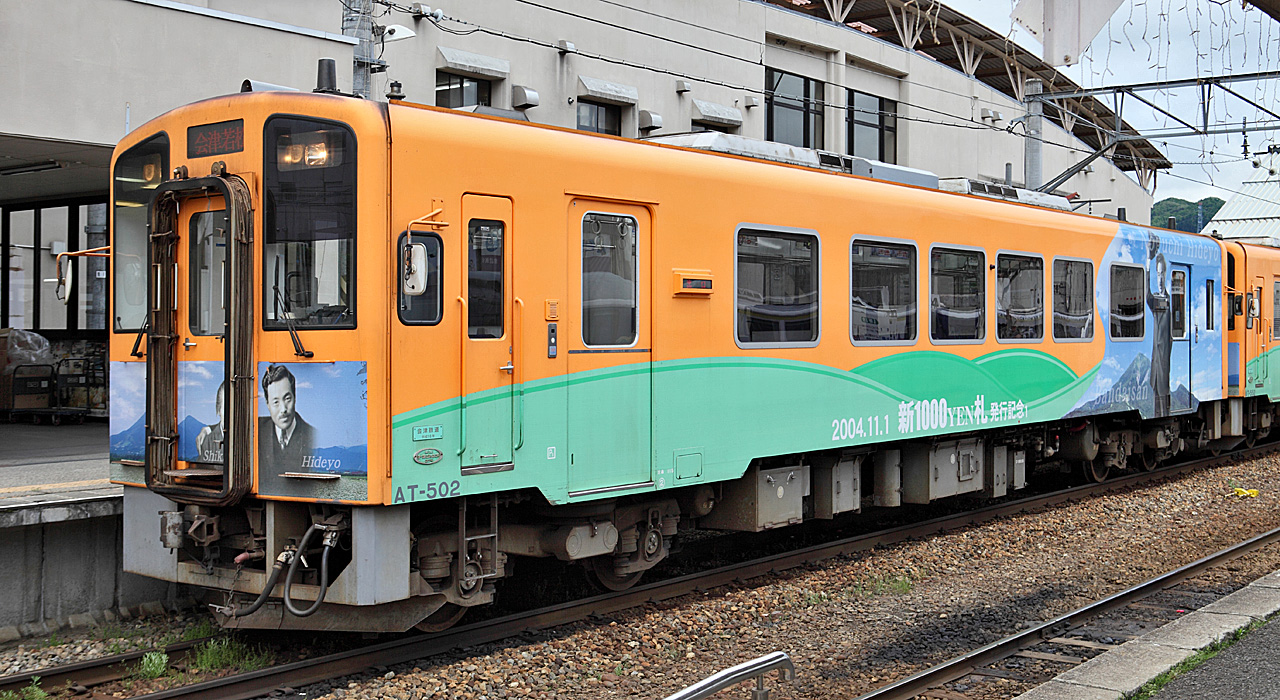
AT-502
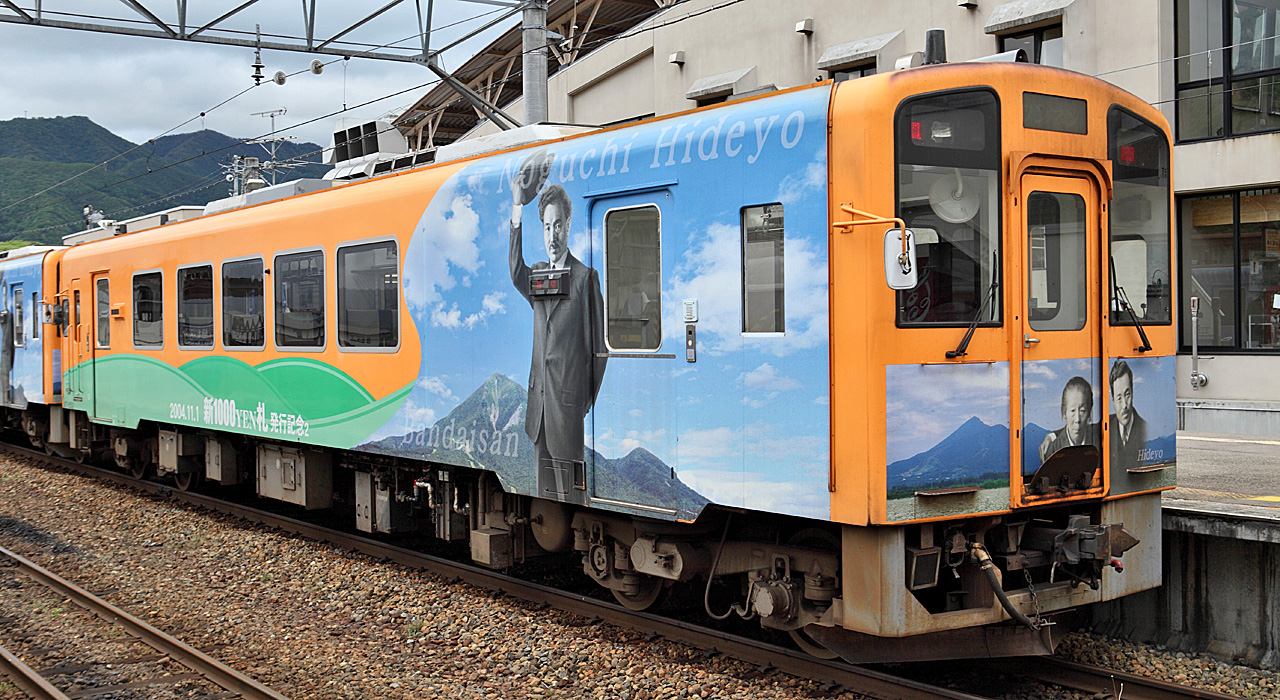
AT-550형
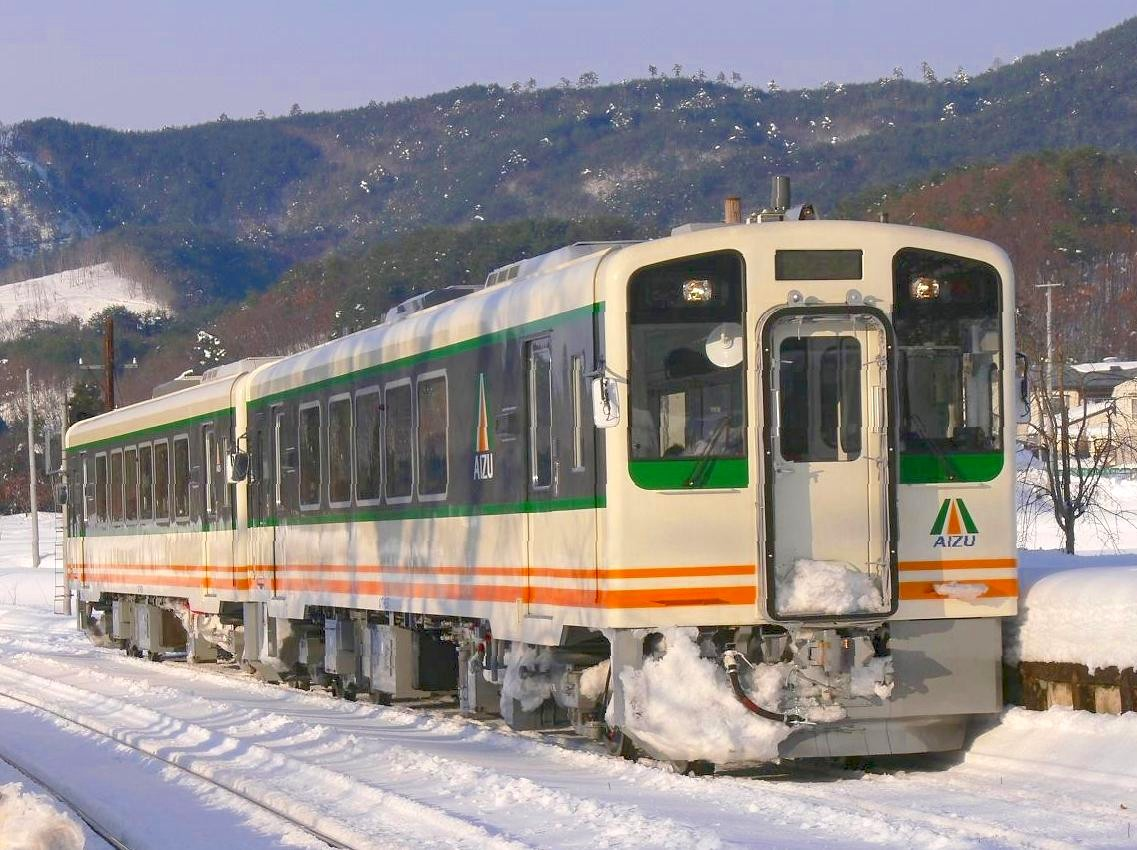
AT-600형과 AT-650형
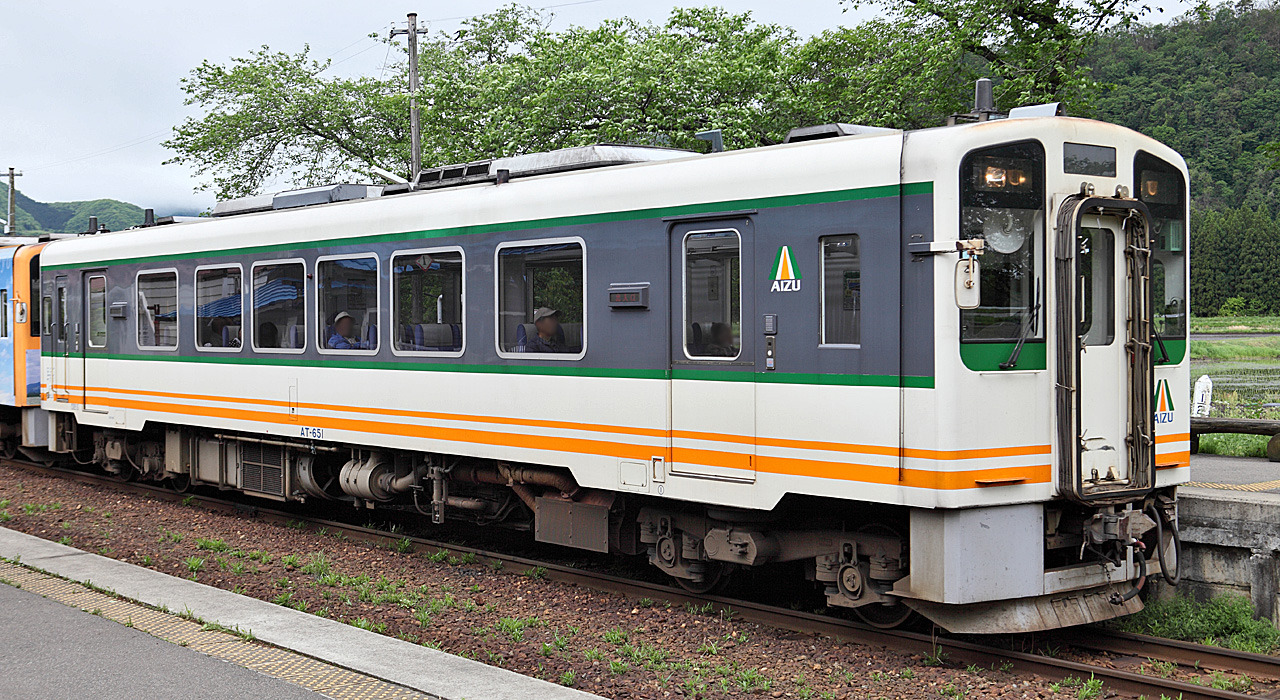
AT-651
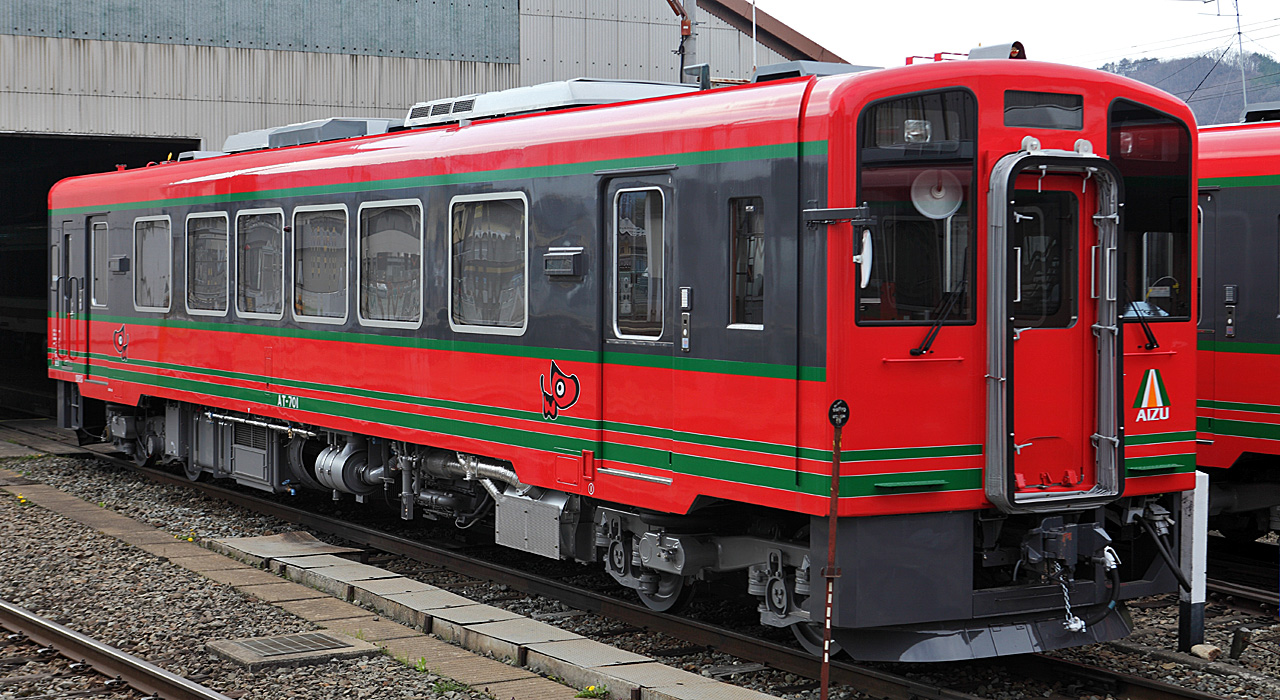
AT-701
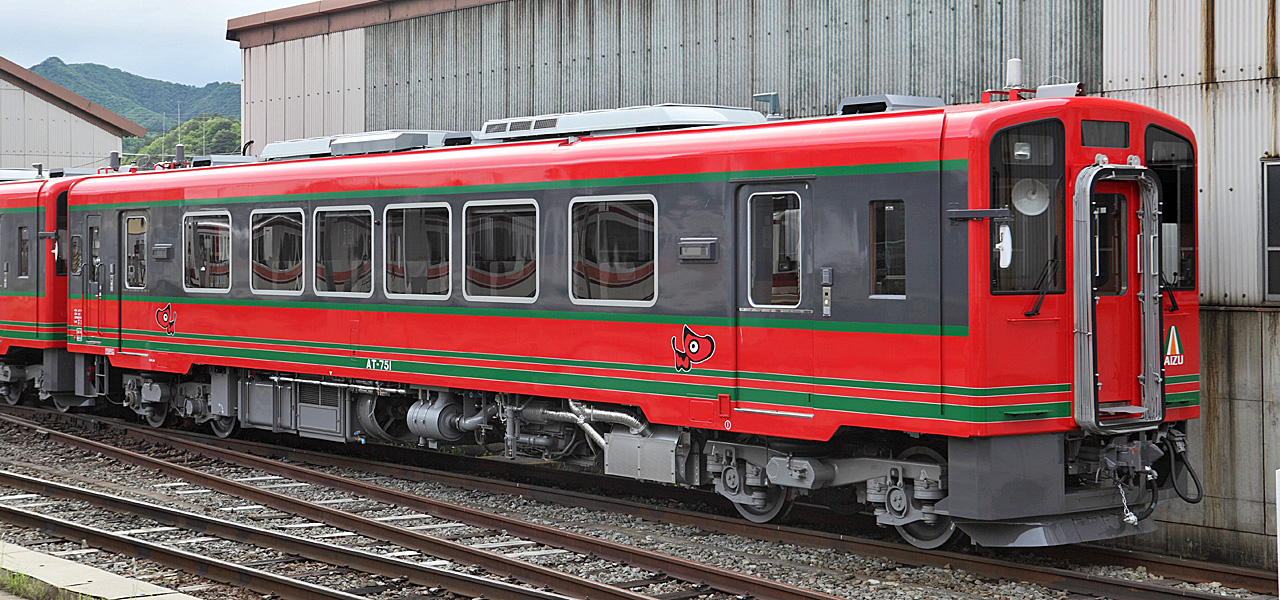
AT-751
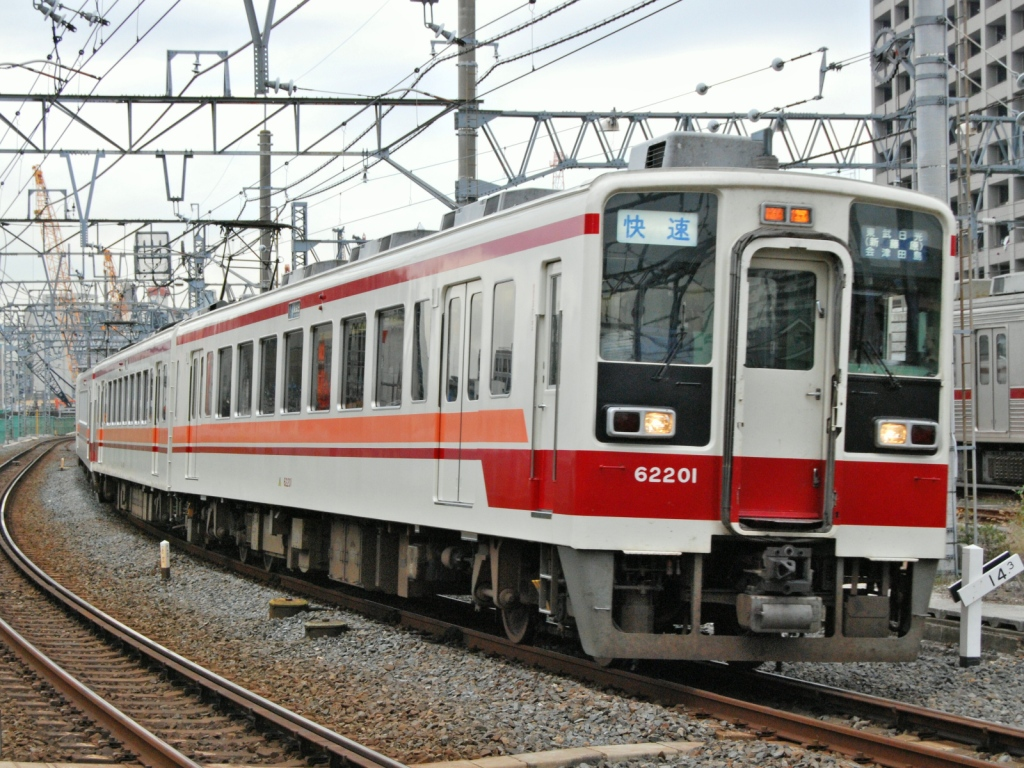
6050계

## 같이 보기
- 일본의 철도
- 아이즈 철도 아이즈선

## 참조
1. ↑  会津鉄道AT-700形試乗会を実施 鉄道ファン・railf.jp 2010년 5월 30일 게재, 2011년 6월 1일 확인